# Rivière Brûle-Neige
Rivière Brûle-Neige är ett vattendrag i Kanada.   Det ligger i provinsen Québec, i den östra delen av landet, 500 km nordost om huvudstaden Ottawa.
I omgivningarna runt Rivière Brûle-Neige växer i huvudsak blandskog. Trakten runt Rivière Brûle-Neige är nära nog obefolkad, med mindre än två invånare per kvadratkilometer.